# Alfabet Mołodcowa

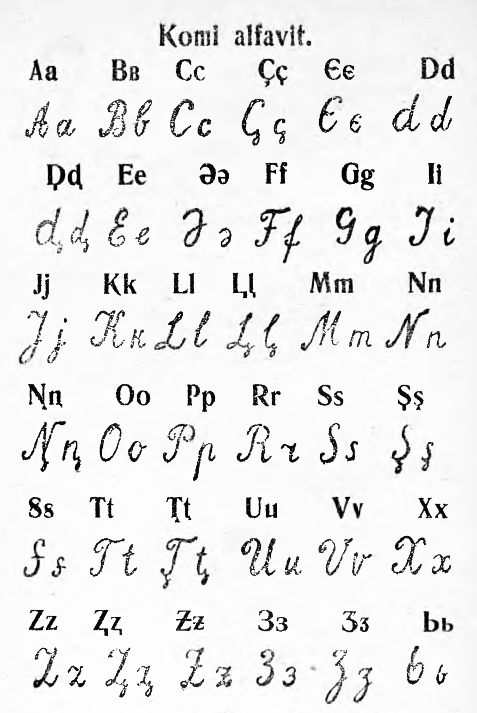
Wygląd Alfabetu Mołodcowa

Alfabet Mołodcowa – zmodyfikowana cyrylica używana do zapisu języka komi w latach 1918–1930 oraz 1936–1938. Używany był zarówno dla literackiego języka komi-permiackiego, jak i komi-zyriańskiego. Nazwany został od jego twórcy, komiackiego językoznawcy Wasilija Aleksandrowicza Mołodcowa.

## Zasady zapisu głosek
Alfabet Mołodcowa używa liter cyrylicy, ale przypisuje im dźwięki inne, niż w alfabecie rosyjskim. Podczas gdy wartość fonetyczną rosyjskich spółgłosek zwykle można ustalić jedynie po uwzględnieniu stojących po nich samogłosek (lub znaku miękkiego i znaku twardego), alfabet Mołodcowa jest fonemiczny (tzn. jednej głosce odpowiada jedna litera; jednocześnie nie sygnalizuje on np. upodobnień pod względem dźwięczności, dlatego nie można nazwać go fonetycznym). W odróżnieniu od współczesnego alfabetu komi nie używa też dwuznaków. 
Mołodcow wprowadził nowe litery dla głosek nieobecnych w języku rosyjskim. Dla liter oznaczających afrykaty charakterystyczny był odpadający ogonek (np. җ, ԇ), dla głosek palatalnych – ogonek skierowany ku górze (ԏ, ԅ). Wskutek tej zasady jedna z liter przejętych z alfabetu rosyjskiego (щ) ma inną wartość fonetyczną, niż w rosyjskim. W niektórych przypadkach (ԁ, ј) wprowadził nowe litery, mimo iż dane głoski miały już przypisane własne litery w alfabecie rosyjskim. (Do ostatniej grupy nie można zaliczyć litery i, ponieważ była natenczas używana w alfabecie rosyjskim.)

## Wartość fonetyczna liter
| Alfabet Mołodcowa | Zapis w obecnej ortografii komi | Polski odpowiednik        | IPA |
| ----------------- | ------------------------------- | ------------------------- | --- |
| А/а               | А/а                             | a                         | [ɑ] |
| Б/б               | Б/б                             | b                         | [b] |
| В/в               | В/в                             | w                         | [v] |
| Г/г               | Г/г                             | g                         | [ɡ] |
| Ԁ/ԁ               | Д/д                             | d                         | [d] |
| Ԃ/ԃ               | Д/д + ь (lub е, ё, и, ю, я)     | (d) w słowach diva, Diana | [ɟ] |
| Е/е               | Э/э (Е/е)                       | (e) w słowie dzień        | [e] |
| Ж/ж               | Ж/ж                             | ż                         | [ʒ] |
| Җ/җ               | Дж/дж                           | dż                        | [ʤ] |
| З/з               | З/з                             | z                         | [z] |
| Ԅ/ԅ               | З/з + ь (lub е, ё, и, ю, я)     | ź                         | [ʑ] |
| Ԇ/ԇ               | Дз/дз                           | dź                        | [ʥ] |
| I/i               | I/i (lub И/и)                   | i                         | [i] |
| Ј/ј               | Й/й (lub Е/е, Ё/ё, Ю/ю, Я/я)    | j                         | [j] |
| К/к               | К/к                             | k                         | [k] |
| Л/л               | Л/л                             | kresowe (ł)               | [ɫ] |
| Ԉ/ԉ               | Л/л + ь (lub е, ё, и, ю, я)     | (l) w słowach list, linia | [ʎ] |
| М/м               | М/м                             | m                         | [m] |
| Н/н               | Н/н                             | n                         | [n] |
| Ԋ/ԋ               | Н/н + ь (lub е, ё, и, ю, я)     | ń                         | [ɲ] |
| О/о               | О/о                             | (o) w słowie przedwiośnie | [o] |
| Ö/ö               | Ö/ö                             | (szwa)                    | [ə] |
| П/п               | П/п                             | p                         | [p] |
| Р/р               | Р/р                             | r                         | [r] |
| С/с               | С/с                             | s                         | [s] |
| Ԍ/ԍ               | С/с + ь (lub е, ё, и, ю, я)     | ś                         | [ɕ] |
| Т/т               | Т/т                             | t                         | [t] |
| Ԏ/ԏ               | Т/т + ь (lub е, ё, и, ю, я)     | (t) w słowach tir, tiul   | [c] |
| У/у               | У/у                             | u                         | [u] |
| Ч/ч               | Ч/ч                             | ć                         | [ʨ] |
| Ш/ш               | Ш/ш                             | sz                        | [ʃ] |
| Щ/щ               | Тш/тш                           | cz                        | [ʧ] |
| Ы/ы               | Ы/ы                             | y                         | [ɨ] |